# Marta Cienkowska
Marta Cienkowska (ur. 14 listopada 1987 w Ciechanowie) – polska politolożka i producentka teatralna, podsekretarz stanu w Ministerstwie Kultury i Dziedzictwa Narodowego (2023–2025), minister kultury i dziedzictwa narodowego w trzecim rządzie Donalda Tuska (od 2025). 

## Życiorys
W 2011 ukończyła politologię (ze specjalizacją w zarządzaniu europejskim) na Uniwersytecie Warszawskim. W 2014 w Polskiej Akademii Nauk uzyskała dyplom z zakresu zarządzania kulturą w strukturach Unii Europejskiej, a także certyfikat High Performance Leadership przyznawany przez Instytut Rozwoju Biznesu. Od 2012 do 2016 była wiceprezesem Stowarzyszenia Międzynarodowych Inicjatyw Kulturalnych. Zajmowała się produkcją spektakli teatralnych oraz projektowaniem kampanii marketingowych, a także wsparciem w zakresie finansowania projektów z funduszy publicznych.
W wyborach parlamentarnych w 2023 bezskutecznie kandydowała z drugiego miejsca listy Trzeciej Drogi jako przedstawicielka Polski 2050 do Sejmu w okręgu płockim, uzyskując 6528 głosów. W grudniu tego samego roku została powołana na stanowisko podsekretarza stanu w Ministerstwie Kultury i Dziedzictwa Narodowego.
23 lipca 2025 premier Donald Tusk ogłosił jej kandydaturę na urząd ministra kultury i dziedzictwa narodowego. Następnego dnia została powołana na tę funkcję przez prezydenta RP Andrzeja Dudę.